# Hilderaldo Bellini
Hilderaldo Bellini (Itapira, 7 juni 1930 – São Paulo, 20 maart 2014) was een Braziliaanse voetballer.

## Biografie
Bellini begon zijn professionele carrière bij CR Vasco da Gama in 1951. Hij speelde hij 11 seizoenen en kwam 430 maal uit voor het eerste elftal in die tijd. In 1958 was hij aanvoerder van het Braziliaans voetbalelftal, dat wereldkampioen werd op het Wereldkampioenschap voetbal 1958 met sterren als Pelé en Garrincha. Ook in 1962 was Bellini aanwezig op het Wereldkampioenschap. Tussen 1962 en 1967 voetbalde Bellini voor São Paulo FC. Hiervoor speelde hij 205 wedstrijden. In 1966 stopte Bellini als Braziliaans international. Hij had 51 wedstrijden op zijn naam staan. Bellini sloot zijn voetbalcarrière af bij Clube Atlético Paranaense in het seizoen 1968-1969.
Bellini overleed in 2014 op 83-jarige leeftijd in een ziekenhuis in São Paulo na een hartaanval.

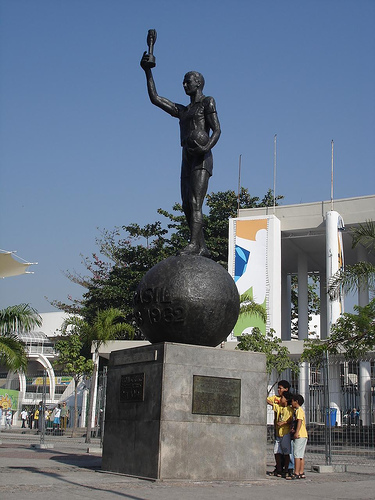
Standbeeld van Bellini voor het Maracanãstadion
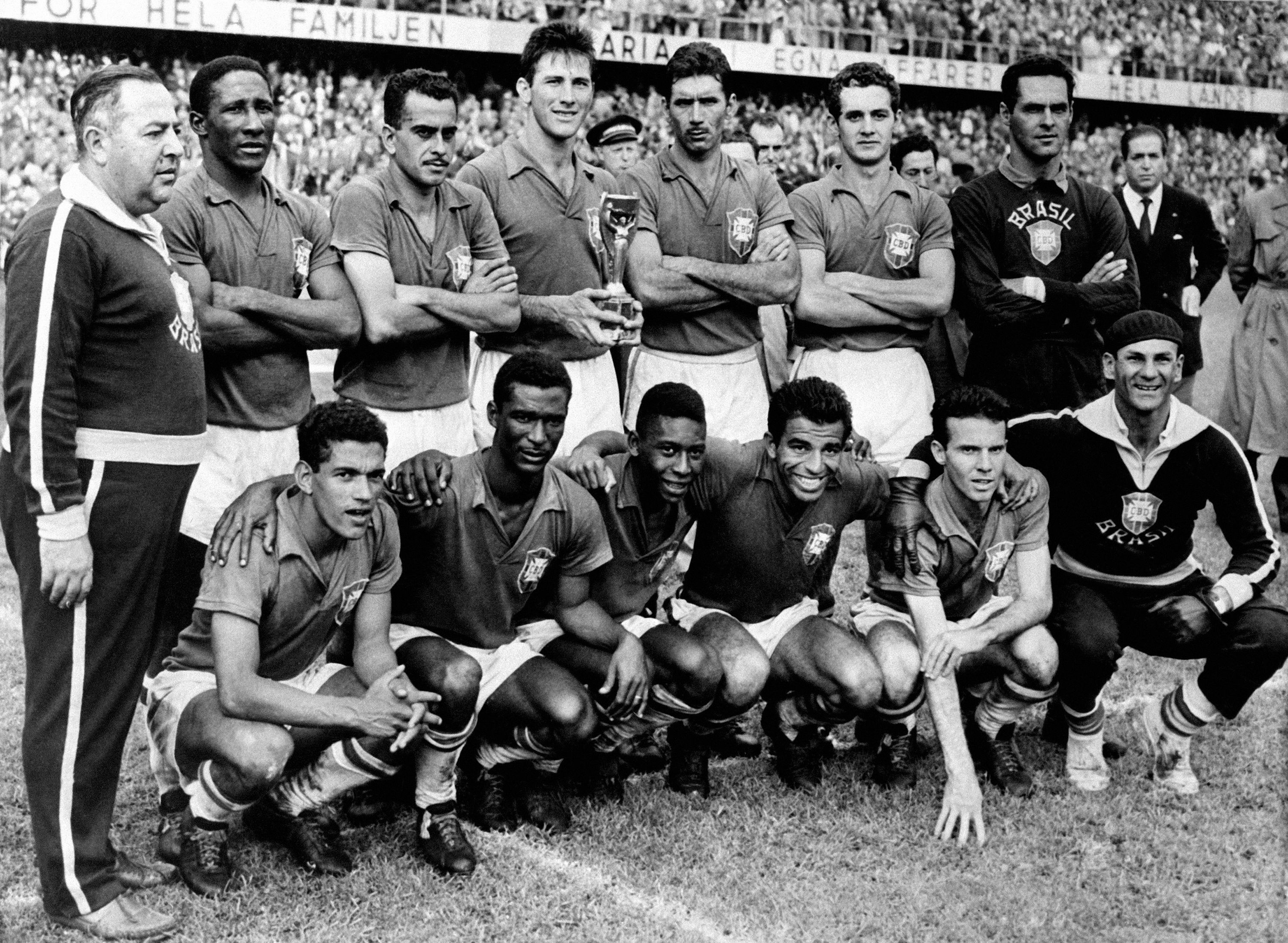
Brazilië 1958: Vicente Feola (trainer), Djalma Santos, Zito, Bellini, Nilton Santos, Orlando, Gilmar - Garrincha, Didi, Pelé, Vava, Zagallo.

1 Castilho ·
2 Bellini  ·
3 Nílton Santos ·
4 Djalma Santos ·
5 Dino Sani ·
6 Didi ·
7 Zagallo ·
8 Oreco ·
9 Zózimo ·
10 Pelé ·
11 Garrincha ·
12 Gilmar ·
13 Moacir ·
14 De Sordi ·
15 Orlando ·
16 Mauro Ramos ·
17 Joel ·
18 Altafini ·
19 Zito ·
20 Vava ·
21 Dida ·
22 Pepe ·
Coach: Feola
1 Gilmar ·
2 Djalma Santos ·
3 Mauro Ramos  ·
4 Zito ·
5 Zózimo ·
6 Nílton Santos ·
7 Garrincha ·
8 Didi ·
9 Coutinho ·
10 Pelé ·
11 Pepe ·
12 Jair Marinho ·
13 Bellini ·
14 Jurandir ·
15 Altair ·
16 Zequinha ·
17 Mengálvio ·
18 Jair ·
19 Vavá ·
20 Amarildo ·
21 Zagallo ·
22 Castilho ·
Coach: Moreira